# 横紋筋
横紋筋（おうもんきん、英語: striated muscle）は脊椎動物の筋肉の一種で、外見上規則正しい横紋がみられるためにこう呼ばれる。さらに骨格筋、皮筋（表情筋など）と心筋に区別される。
この横紋は、筋繊維（線維）を構成するアクチンとミオシンが規則正しく並んでいるためにみられる。それらから構成される筋原繊維（線維）は細胞を貫いて並び、そのために細胞の区分はなく、細長く伸びて内部に筋原繊維の並んだところに複数の核がある、いわゆる合胞体となっている。
他の筋肉では細胞内にアクチンとミオシンの繊維(線維)がばらばらに入っているのに対して、横紋筋ではそれらが規則正しく交互に配置し、そのために明るい帯と暗い帯が交互に配列する様子が光学顕微鏡でも確認できる。これが筋収縮の分子レベルでの理解へ近づく入り口となった。